# Makira und Ulawa
Die Provinz Makira und Ulawa, offiziell Makira-Ulawa Province, liegt im Süden des pazifischen Inselstaats Salomonen. Sie grenzt im Nordwesten an die Provinz Guadalcanal, in der die salomonischen Hauptstadt Honiara liegt, im Nordosten an die Provinz Malaita und im Südwesten an die Provinz Rennell und Bellona.
An der Nordostküste von Makira (früher: San Cristobal), der mit 3090 km² größten Insel von Makira und Ulawa, befindet sich die Provinzhauptstadt Kirakira. Die weit kleinere Insel Ulawa (63 km²) liegt etwa 70 km nordöstlich. Zur Provinz zählen noch zahlreiche kleinere Inseln, darunter etwa Owaraha, Owariki, Uki Ni Masi und die Olu-Malau-Inseln. 
Die Fläche aller Inseln von Makira und Ulawa beträgt 3188 km². Nach dem Zensus von 2009 lebten 40.420 Menschen in der Provinz, die überwiegende Anzahl auf der Insel Makira.